# Leucopogon pubescens
Leucopogon pubescens är en ljungväxtart som beskrevs av Spencer Le Marchant Moore. Leucopogon pubescens ingår i släktet Leucopogon och familjen ljungväxter. Inga underarter finns listade i Catalogue of Life.